# Viola nubigena
Viola nubigena är en violväxtart som beskrevs av Leybold. Viola nubigena ingår i släktet violer, och familjen violväxter. Inga underarter finns listade i Catalogue of Life.